# 海斯氏錦魚
海斯氏錦魚，為輻鰭魚綱鱸形目隆頭魚亞目隆頭魚科的其中一種，分布於中東太平洋的皮特凱恩群島及土阿莫土群島海域，體長可達11.6公分，棲息在沿海的潟湖、岩礁海域，生活習性不明，可作為食用魚及觀賞魚。